# Puchar Europy w bobslejach 2011/2012
Puchar Europy w bobslejach 2011/2012 rozpoczął się 16 listopada 2011 w Igls, a zakończył 15 stycznia 2012 w St. Moritz.

## Kalendarz Pucharu Europy
| Lp.   | Data                        | Miejscowość  | Konkurencja      | 1 miejsce                                                                            | 2 miejsce                                                                           | 3 miejsce                                                                                |
| ----- | --------------------------- | ------------ | ---------------- | ------------------------------------------------------------------------------------ | ----------------------------------------------------------------------------------- | ---------------------------------------------------------------------------------------- |
| 1. PE | 16–20 listopada 2011        | Igls         | Dwójka kobiet    | Stefanie Szczurek Franziska Bertels                                                  | Christina Hengster Anna Feichtner                                                   | Elana Meyers Katie Eberling                                                              |
| 1. PE | 16–20 listopada 2011        | Igls         | Dwójka kobiet    | Christina Hengster Inga Versen                                                       | Elana Meyers Katie Eberling                                                         | Stefanie Szczurek Franziska Bertels                                                      |
| 1. PE | 16–20 listopada 2011        | Igls         | Dwójka mężczyzn  | Francesco Friedrich Jannis Baecker                                                   | Steven Holcomb Steve Langton                                                        | Edwin van Calker Sybren Jansma                                                           |
| 1. PE | 16–20 listopada 2011        | Igls         | Dwójka mężczyzn  | Francesco Friedrich Gino Gerhardi                                                    | Steven Holcomb Justin Olsen                                                         | Benjamin Schmid Marko Huebenbecker                                                       |
| 1. PE | 16–20 listopada 2011        | Igls         | Czwórka mężczyzn | Rosja Aleksandr Zubkow · Filipp Jegorow · Dmitrij Trunienkow · Nikołaj Hrenkow       | Stany Zjednoczone Steven Holcomb · Justin Olsen · Steve Langton · Curtis Tomasewicz | Łotwa Oskars Melbārdis · Raivis Voitkuns · Arvis Vilkaste · Jānis Strenga                |
| 1. PE | 16–20 listopada 2011        | Igls         | Czwórka mężczyzn | Stany Zjednoczone Steven Holcomb · Justin Olsen · Steve Langton · Curtis Tomasewicz  | Niemcy Francesco Friedrich · Gino Gerhardi · Jannis Baecker · Florian Kunze         | Łotwa Edgars Maskalans · Daumants Dreiškens · Raivis Broks · Intars Dambis               |
| 2. PE | 25–27 listopada 2011        | Königssee    | Dwójka kobiet    | Elana Meyers Brittany Reinbolt                                                       | Stefanie Szczurek Franziska Bertels                                                 | Miriam Wagner Franziska Fritz                                                            |
| 2. PE | 25–27 listopada 2011        | Königssee    | Dwójka kobiet    | Elana Meyers Brittany Reinbolt                                                       | Stefanie Szczurek Franziska Bertels                                                 | Christina Hengster Alexandra Tuechi                                                      |
| 2. PE | 25–27 listopada 2011        | Königssee    | Dwójka mężczyzn  | Francesco Friedrich Gino Gerhardi                                                    | Edwin van Calker Sybren Jansma                                                      | Benjamin Schmid Marko Huebenbecker                                                       |
| 2. PE | 25–27 listopada 2011        | Königssee    | Dwójka mężczyzn  | Oskars Melbārdis Daumants Dreiškens                                                  | Steven Holcomb Steve Langton                                                        | Francesco Friedrich Jannis Baecker                                                       |
| 2. PE | 25–27 listopada 2011        | Königssee    | Czwórka mężczyzn | Łotwa Edgars Maskalans · Daumants Dreiškens · Raivis Broks · Intars Dambis           | Holandia Edwin van Calker · Jeroen Piek · Sybren Jansma · Igor Brink                | Łotwa Oskars Melbārdis · Helvijs Lūsis · Arvis Vilkaste · Jānis Strenga                  |
| 3. PE | 30 listopada-4 grudnia 2011 | Winterberg   | Dwójka kobiet    | Stefanie Szczurek Franziska Bertels                                                  | Miriam Wagner Franziska Fritz                                                       | Carolin Zenker Anja Rücker                                                               |
| 3. PE | 30 listopada-4 grudnia 2011 | Winterberg   | Dwójka kobiet    | Miriam Wagner Franziska Fritz                                                        | Carolin Zenker Kristin Steinert                                                     | Caroline Spahni Ariane Walser                                                            |
| 3. PE | 30 listopada-4 grudnia 2011 | Winterberg   | Dwójka mężczyzn  | Francesco Friedrich Jannis Baecker                                                   | Benjamin Schmid Marko Huebenbecker                                                  | Dmitrij Abramowicz Andriej Jurkow                                                        |
| 3. PE | 30 listopada-4 grudnia 2011 | Winterberg   | Dwójka mężczyzn  | Francesco Friedrich Jannis Baecker                                                   | Dmitrij Abramowicz Andriej Lilow                                                    | Ivo de Bruin Bror van der Zijde                                                          |
| 3. PE | 30 listopada-4 grudnia 2011 | Winterberg   | Czwórka mężczyzn | Niemcy Francesco Friedrich · David Friedrich · Jannis Baecker · Florian Kunze        | Wielka Brytania John James Jackson · John Baines · Stuart Benson · Joel Fearon      | Niemcy Benjamin Schmid · Marko Huebenbecker · Niklas Michel · Fabian Heinemann           |
| 3. PE | 30 listopada-4 grudnia 2011 | Winterberg   | Czwórka mężczyzn | Niemcy Francesco Friedrich · David Friedrich · Jannis Baecker · Florian Kunze        | Niemcy Oliver Harrass · Maximilian Timme · Steven Deja · Thorsten Margis            | Rosja Nikita Zarharow · Dmitrij Stiepuszkin · Aleksiej Kirjew · Kirył Antyuh             |
| 4. PE | 10–11 grudnia 2011          | Altenberg    | Dwójka kobiet    | Miriam Wagner Lucienne Friedrich                                                     | Stefanie Szczurek Franziska Bertels                                                 | Carolin Zenker Anja Rücker                                                               |
| 4. PE | 10–11 grudnia 2011          | Altenberg    | Dwójka mężczyzn  | Francesco Friedrich Jannis Baecker                                                   | Oliver Harrass Thorsten Margis                                                      | Nicolae Istrate Florin Cezar Crăciun                                                     |
| 4. PE | 10–11 grudnia 2011          | Altenberg    | Czwórka mężczyzn | Niemcy Benjamin Schmid · Marko Huebenbecker · Matthias Kagerhuber · Fabian Heinemann | Niemcy Oliver Harrass · Maximilian Timme · Steven Deja · Thorsten Margis            | Rumunia Nicolae Istrate · Emilian Peptea · Bogdan Laurentiu Otava · Florin Cezar Crăciun |
| 5. PE | 13–15 stycznia 2012         | Sankt Moritz | Dwójka kobiet    | Miriam Wagner Franziska Fritz                                                        | Stefanie Szczurek Franziska Bertels                                                 | Elana Meyers Katie Eberling                                                              |
| 5. PE | 13–15 stycznia 2012         | Sankt Moritz | Dwójka mężczyzn  | Francesco Friedrich ?                                                                | Ivo De Bruin ?                                                                      | Dmitrij Abramowicz ?                                                                     |
| 5. PE | 13–15 stycznia 2012         | Sankt Moritz | Czwórka mężczyzn | Rosja Dmitry Abramovitch · Kirill Antyuh · Alexey Kireev · Dmitry Stepushkin         | Wielka Brytania John James Jackson · Stuart Benson · Bruce Tasker · Joel Fearson    | Szwajcaria Martin Galliker · Fabio Badraun · Abraham Morlu · Thomas Amrhein              |
| 5. PE | 13–15 stycznia 2012         | Sankt Moritz | Czwórka mężczyzn | Szwajcaria Rico Peter · Clemens Bracher · Thomas Ruf · Simon Friedli                 | Niemcy David Ludwig · Cliff Denner · Fabian Gneupel · Alexiej Bogdaschin            | Rosja Dmitry Abramovitch · Kirill Antyuh · Alexey Kireev · Dmitry Stepushkin             |

## Klasyfikacje

### Dwójka kobiet
| Miejsce | Pilot                    | Kraj              | IGL | IGL | KON | KON | WIN | WIN | ALT | STM | Punkty |
| 1.      | Stefanie Szczurek        | Niemcy            | 1   | 3   | 2   | 2   | 1   | 6   | 2   | 2   | 796    |
| 2.      | Miriam Wagner            | Niemcy            | 4   | 5   | 3   | 5   | 2   | 1   | 1   | 1   | 770    |
| 3.      | Carolin Zenker           | Niemcy            | 8   | 8   | 11  | 4   | 3   | 2   | 3   | 6   | 594    |
| 4.      | Elana Meyers             | Stany Zjednoczone | 3   | 2   | 1   | 1   | –   | –   | –   | 3   | 550    |
| 4.      | Caroline Spahni          | Szwajcaria        | 7   | 10  | 6   | 10  | 5   | 3   | 4   | 5   | 550    |
| 6.      | Tamaris Dennler-Allemann | Szwajcaria        | 9   | 11  | 7   | 11  | 4   | 7   | 5   | 4   | 502    |
| 7.      | Christina Hengster       | Austria           | 2   | 1   | 4   | 3   | –   | –   | –   | –   | 422    |
| 8.      | Ekaterina Kostromina     | Rosja             | 10  | 9   | 10  | 8   | 6   | 5   | 6   | –   | 404    |
| 9.      | Jazmine Fenlator         | Stany Zjednoczone | 5   | 4   | 5   | 6   | –   | –   | –   | 10  | 388    |
| 10.     | Jennifer Ciochetti       | Kanada            | 11  | 6   | 8   | 9   | 12  | 4   | –   | –   | 382    |

### Dwójka mężczyzn
| Miejsce | Pilot               | Kraj              | IGL | IGL | KON | KON | WIN | WIN | ALT | STM | Punkty |
| 1.      | Francesco Friedrich | Niemcy            | 1   | 1   | 1   | 3   | 1   | 1   | 1   | 1   | 940    |
| 2.      | Benjamin Schmid     | Niemcy            | 4   | 3   | 2   | 4   | 2   | 4   | 6   | –   | 672    |
| 3.      | Ivo De Bruin        | Holandia          | 5   | 4   | 5   | 6   | 6   | 3   | –   | 2   | 622    |
| 4.      | Dmitrij Abramowicz  | Rosja             | 9   | 9   | –   | –   | 3   | 2   | 5   | 3   | 510    |
| 5.      | Steven Holcomb      | Stany Zjednoczone | 2   | 2   | 4   | 2   | –   | –   | –   | –   | 422    |
| 6.      | Oliver Harrass      | Niemcy            | –   | –   | 10  | 7   | 7   | 8   | 2   | –   | 366    |
| 7.      | John James Jackson  | Wielka Brytania   | 13  | 14  | 14  | 13  | 10  | 5   | –   | 8   | 352    |
| 8.      | Oskars Melbārdis    | Łotwa             | 8   | 4   | 8   | 1   | –   | –   | –   | –   | 340    |
| 9.      | Nikita Zarharow     | Rosja             | –   | –   | 12  | 11  | 4   | 9   | 4   | –   | 334    |
| 10.     | Nicolae Istrate     | Rumunia           | 16  | 7   | 11  | 8   | –   | –   | 3   | –   | 312    |
| 34.     | Dawid Kupczyk       | Polska            | 11  | 15  | –   | –   | –   | –   | –   | –   | 81     |

### Czwórka mężczyzn
| Miejsce | Pilot               | Kraj              | IGL | IGL | KON | WIN | WIN | ALT | STM | STM | Punkty |
| 1.      | Francesco Friedrich | Niemcy            | 6   | 2   | 8   | 1   | 1   | –   | 4   | 7   | 652    |
| 2.      | Benjamin Schmid     | Niemcy            | 5   | 7   | 6   | 3   | 4   | 1   | –   | –   | 542    |
| 3.      | Martin Galliker     | Szwajcaria        | 24  | 17  | 16  | 8   | 6   | 8   | 3   | 4   | 464    |
| 4.      | David Ludwig        | Niemcy            | 15  | 14  | –   | 4   | 5   | –   | 6   | 2   | 431    |
| 5.      | John James Jackson  | Wielka Brytania   | 23  | 15  | 16  | 2   | –   | –   | 2   | 5   | 380    |
| 6.      | Rico Peter          | Szwajcaria        | 17  | 16  | 24  | –   | –   | 7   | 5   | 1   | 342    |
| 7.      | Dmitrij Abramowicz  | Rosja             | –   | –   | 14  | –   | –   | 5   | 1   | 3   | 340    |
| 8.      | Steven Holcomb      | Stany Zjednoczone | 2   | 1   | 4   | –   | –   | –   | –   | –   | 322    |
| 9.      | Edgars Maskalans    | Łotwa             | 4   | 3   | 1   | –   | –   | –   | –   | –   | 312    |
| 10.     | Jewgienij Paszkow   | Rosja             | 22  | 21  | 9   | 6   | 7   | 9   | –   | –   | 294    |
| 35.     | Dawid Kupczyk       | Polska            | 13  | 10  | –   | –   | –   | –   | –   | –   | 92     |